# Władysław Floryan
Władysław Leopold Floryan (ur. 16 października 1907 w Sieniawie, zm. 2 marca 1991 we Wrocławiu) – polski naukowiec, polonista i historyk literatury polskiej.
Syn Stanisława i Eleonory z Szymańskich. Absolwent z 1932 Uniwersytetu Jana Kazimierza we Lwowie. Stopień doktora filozofii otrzymał w 1934 roku. Od grudnia 1930 do końca 1939 był związany z kierowanym przez prof. Eugeniusza Kucharskiego Zakładem Polskiej Literatury Porównawczej Uniwersytetu Jana Kazimierza, wykonując najpierw zadania zastępcy asystenta (jeszcze jako student), potem — młodszego asystenta, w końcu — starszego asystenta. W roku 1944, na krótko przed wkroczeniem Armii Czerwonej do Lwowa, opuścił swą wieloletnią siedzibę, znajdując schronienie w Sanoku, gdzie objął posadę licealnego profesora. Pracę na Uniwersytecie we Wrocławiu rozpoczął 15 kwietnia 1946 jako zastępca profesora w Katedrze Historii Literatury. Był organizatorem Wydziału Filologicznego na Uniwersytecie Wrocławskim i profesor na tej uczelni. Prowadził tu m.in. zajęcia z edytorstwa i wykłady z komparastyki. W czerwcu 1948 habilitował się w Uniwersytecie Mikołaja Kopernika w Toruniu w zakresie literatury porównawczej i teorii literatury. Profesorem nadzwyczajnym mianowany został 20  marca 1954, profesorem zwyczajnym — 1 czerwca 1959 roku. Od 1 września 1965 do 31 sierpnia 1968 piastował stanowisko prorektora do spraw nauki. Profesor był odznaczony Złotym Krzyżem Zasługi, Krzyżem Kawalerskim Orderu Odrodzenia Polski, Odznaką Honorową „Zasłużony Nauczyciel”, Medalem Komisji Edukacji Narodowej.
Badacz i wydawca klasycznych dzieł literatury polskiej (m.in. Kochanowskiego i Słowackiego), redaktor "Dziejów literatur europejskich", członek m.in. Wrocławskiego Towarzystwa Naukowego (od 1976).